# 德州站
德州站位于中华人民共和国山东省德州市德城区迎宾路，处于京沪铁路与石德铁路交汇处，隶属于北京局集团沧州车务段，现为一等站。目前每天有60余列旅客列车在德州火车站停靠，运转部分承担着天津、石家庄、济南三个方向货物列车的通过、到发和部分货物列车的解体、编组作业以及地区车流的取送作业，货运办理整车普通货物到发。

## 历史

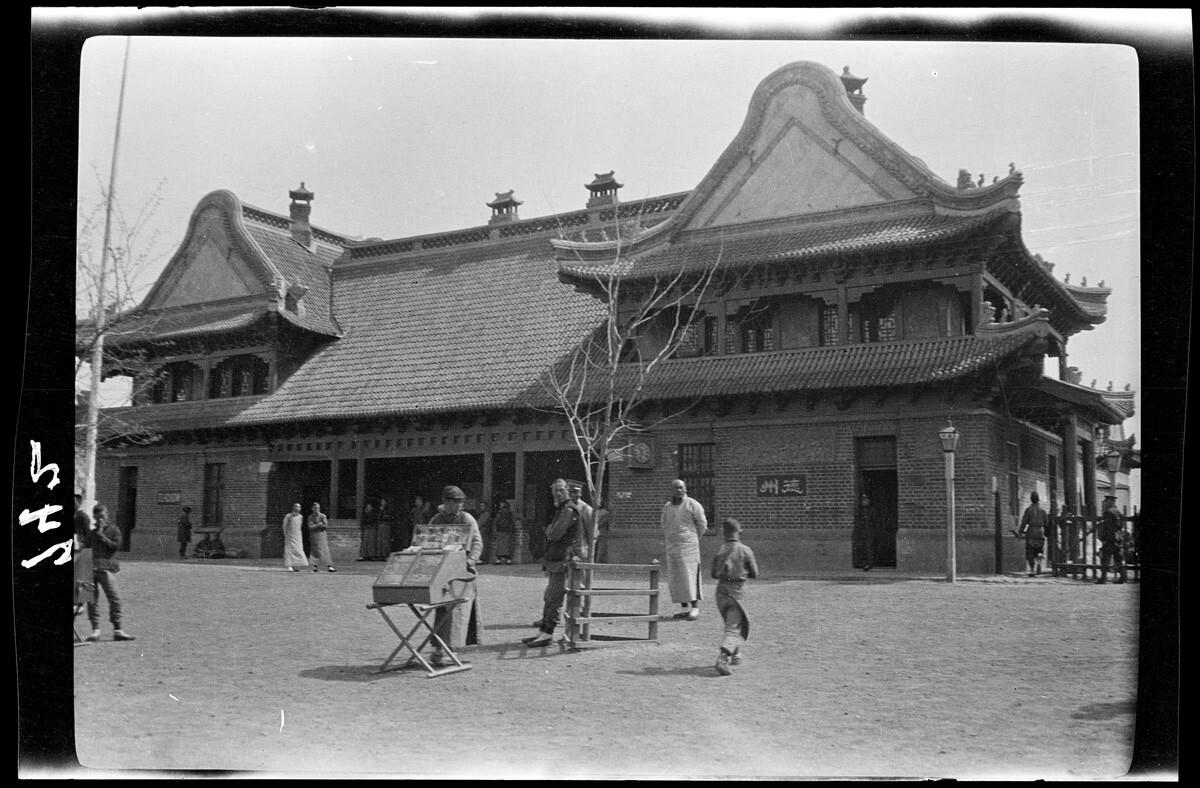
由甘博于1919年拍摄的德州车站

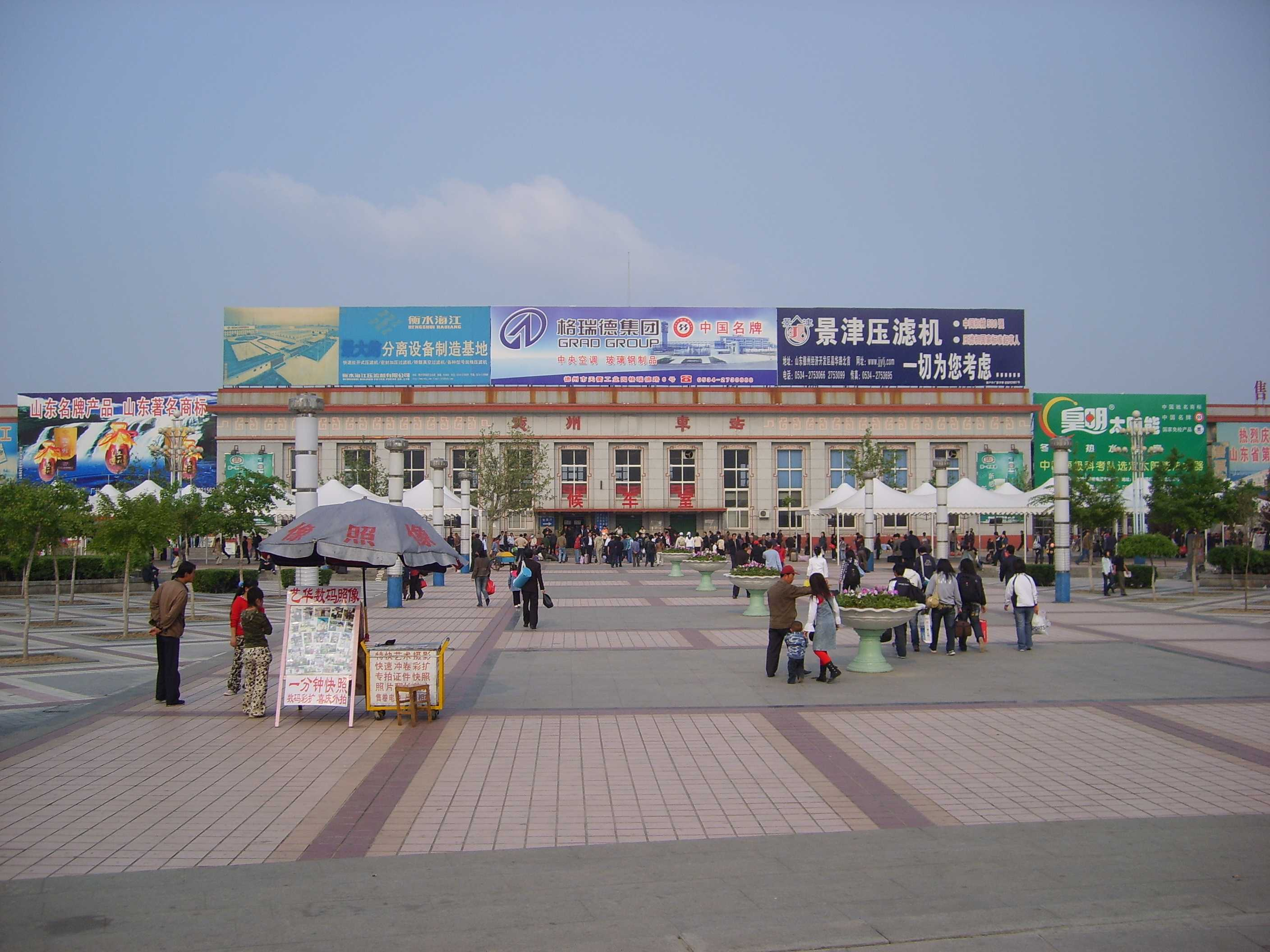
德州站第二代站房（2007年）

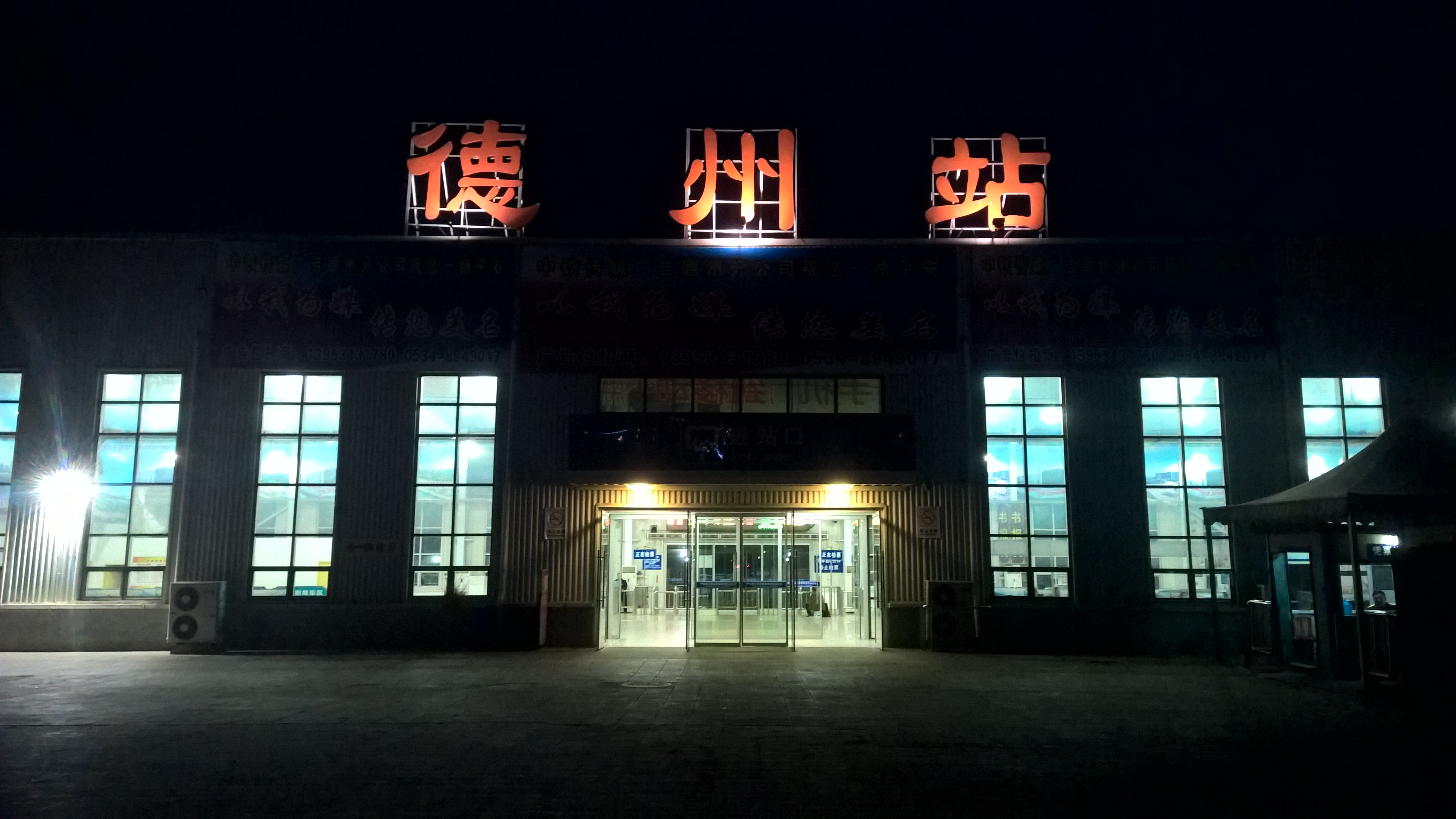
德州站改造期间的临时板房

德州站始建于清光绪三十四年（1908年），最初仅有5股道、2座站台，随津浦铁路通车而开始运营。1913年2月车站因德州更名德县而更名德县站。1938年日本发动侵华战争，德县站为日军所占作为中转站使用。石德铁路通车后，车站增设3条股道，新建货场和机车调头转盘各1处。1948年车站复名德州站。
为阻止国民党军队对中共控制区域的重点进攻，车站线路、办公室、候车室、机务段在第二次国共内战中被毁，1948年短暂恢复通车。1959车站升为一等站，次年车站重建站房，面积2518平方米。站场设有5条到发线和3座站台。1971年增设下行场军用线2条、军用站台1座。1973年建新货场1处，线路2条。
1983年车站第三站台，同时延长既有两座站台、修建连接3座站台的地道两条同时扩建既有站房，建造了行包房和售票厅，次年又在3座站台上增建了风雨棚。至1985年，车站站房面积3990平方米，站外广场4342平方米；编组场为二级三场规模，其中上行场19股道、下行场11股道，位于编组场南侧的上行到达场设5股道。1989年8月货场改扩建，1991年9月竣工。
为进一步缓解德州站客货运输紧张问题，车站于1990年代进行了大规模站场改造工程。1991年上行场驼峰改造为自动化驼峰，调速系统设备为减速器和减速顶；1997年又新建下行直通场，设5条股道；同时改造下行场驼峰和上行调车场股道。
德州站原为分局直属一等站，2005年后曾划归天津车务段管辖，2013年3月31日划入重新成立的沧州车务段。
2014年9月11日，德州站第二代站房停用，在15个月的改造期内使用临时站房。2017年11月10日，德州站第三代新站房启用，原临时站房停用。

## 车站结构

### 站房
德州站目前使用的站房是第三代站房，总建筑面积9993平方米，于2017年投用，年发送旅客350万人次。第三代站房由地下一层和地上两层组成，地下一层与车站广场地下工程相联通，地上两层为候车厅。新站房整体分为A-C三个区域，A区为候车室南部，包括地下出站厅、一楼南部商服区域、办公休息区域、一楼夹层、二楼办公及二楼夹层办公及其他消防、机房等设备设施；B区为候车室中部一楼、二楼候车区域；C区为候车室北部，包括地下行包办理厅、一楼售票、公安制证、贵宾室、二楼商服区域等。

### 站场

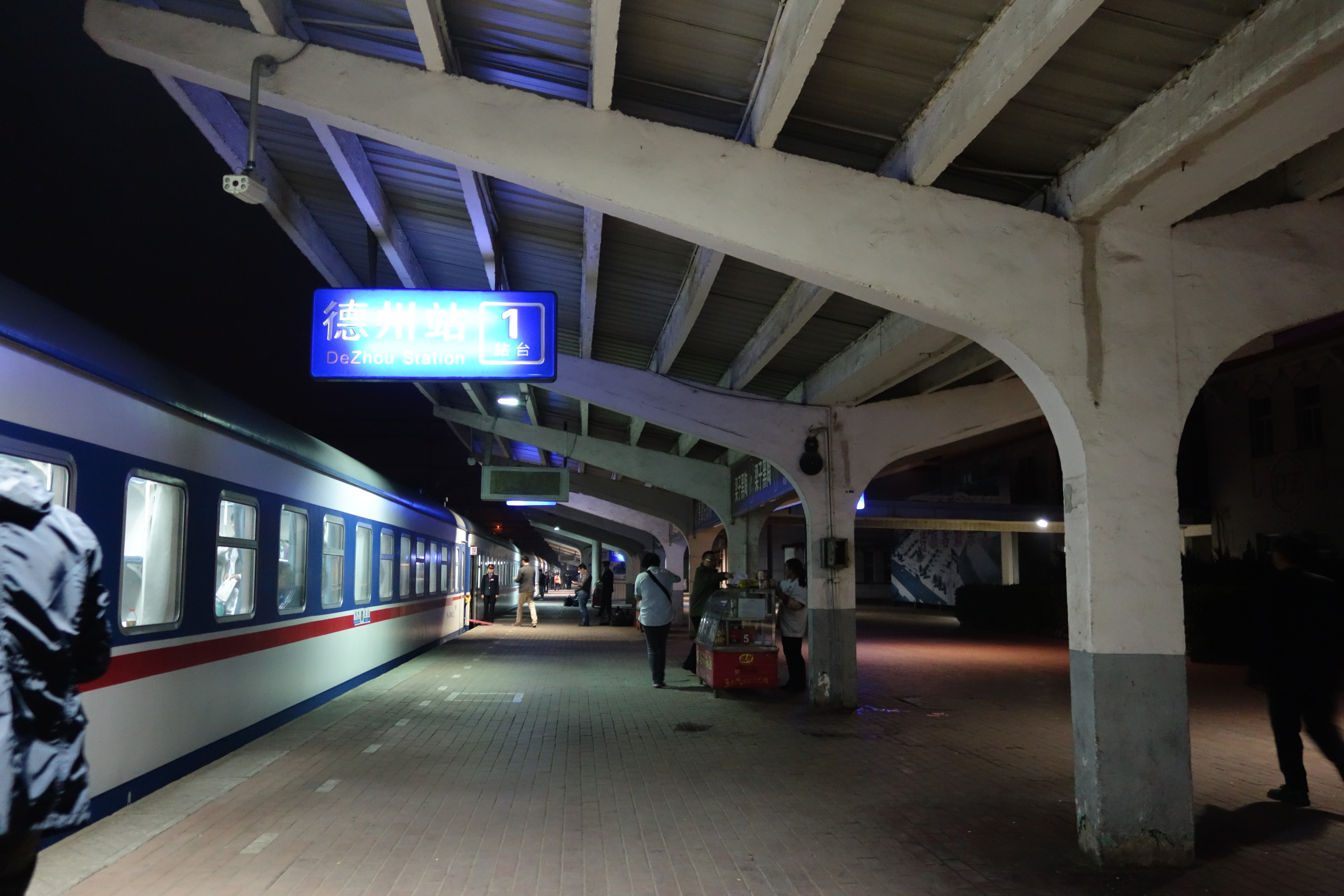
T31次旅客列车停靠在德州站，可见站台上销售德州扒鸡的摊点（2014年）

德州站作为一等区段站，主要分为客运车站和货运车场两大块，设有上行、下行、直通、调车、客站等站场，南、北两个货场和粮食、木材等19条专用线。货运车场又称运转场、编组场，南北长约3000米、东西宽约200米，占地约60万平方米，分为上下行两个系统，京沪铁路正线中穿，每个系统均为二级五场纵列布置。上行调车场、上行直通场、下行到发场和下行调车场横列布置，位于客场和下行到达场之间，其中上行调车场设有13条股道（含7条编发线）、上行直通场设有3条到发线、下行到发场设有4条到发线、下行调车场设有6条调车线；上行到达场和下行直通场位于站场最南端，均设有5条到发线。
德州站客场位于货运车场北侧，设有10条股道，包括4条正线（其中京沪、石德上行正线兼用旅客到发线）、3条到发线和3条机走线，办理天津、济南、石家庄方向旅客列车的客运业务。客场各站台和站房间设有2座地道和1座天桥连接。
| 10道     | 机走线                                       |
| 9道      | 机走线                                       |
| 5站台    | 京沪-石德铁路列车                            |
| 岛式站台 |                                              |
| 4站台    | 京沪-石德铁路旅客列车                        |
| 6道      | 京沪-石德铁路 旅客列车                       |
| 3站台    | 石德铁路 下行通过列车 京沪-石德铁路 旅客列车 |
| 岛式站台 |                                              |
| 2站台    | 京沪铁路 上行通过列车 石德-京沪铁路 旅客列车 |
| Ⅲ道      | 石德铁路 上行通过列车                        |
| Ⅱ道      | 京沪铁路 下行通过列车                        |
| 1站台    | 石德-京沪铁路旅客列车                        |
| 侧式站台 |                                              |
| 站房     | 售票处、候车室                               |